# Manfred Dietze
Manfred Dietze (ur. 10 grudnia 1928 w Lindenthal, zm. 10 czerwca 2014 w Berlinie) – generał porucznik Stasi.
Skończył szkołę średnią, 1945 wstąpił do KPD, od 1946 w policji wschodnioniemieckiej, od 1949 kursant szkoły kultury politycznej policji ludowej. Od 1950 osobisty referent nadinspektora Głównego Zarządu Przygotowania Bojowego Ministerstwa Spraw Wewnętrznych NRD, od 1951 w Ministerstwie Bezpieczeństwa Państwowego, pracował w kontrwywiadzie wojskowym. Od 1955 szef Wydziału I/5 Głównego Wydziału I MBP NRD, 1960-1965 zaocznie studiował w Wyższej Szkole Prawniczej MBP w Poczdamie, 1967-1971 szef grupy operacyjnej za granicą Wydziału A III Głównego Zarządu Wywiadu MBP NRD, 1971-1981 zastępca szefa, od lutego 1981 p.o. szefa i od czerwca 1982 do listopada 1989 szef Głównego Wydziału I MBP NRD, członek Kolegium MBP, 1989 mianowany generałem porucznikiem. Od grudnia 1989 w stanie spoczynku, od 1990 na emeryturze. Odznaczony Orderem Zasługi dla Ojczyzny w Złocie (1985).